# Labruyère-Dorsa
Labruyère-Dorsa (okzitanisch: La Bruguièra Dorçan) ist eine südfranzösische Gemeinde mit 305 Einwohnern (Stand: 1. Januar 2022) im Département Haute-Garonne in der Region Okzitanien (zuvor Midi-Pyrénées). Die Gemeinde gehört zum Arrondissement Muret und zum Kanton Auterive. Die Einwohner werden Labruyérois und Labruyéroises genannt.

## Lage
Labruyère-Dorsa liegt etwa 22 Kilometer südlich von Toulouse und etwa 13 Kilometer ostsüdöstlich von Muret am Flüsschen Tédèlou. Umgeben wird Labruyère-Dorsa von den Nachbargemeinden Grépiac im Norden und Westen, Issus im Nordosten, Auragne im Osten und Südosten sowie Auterive im Süden.

## Bevölkerungsentwicklung
| Jahr                       | 1962 | 1968 | 1975 | 1982 | 1990 | 1999 | 2006 | 2017 | 2019 |
| Einwohner                  | 87   | 59   | 59   | 55   | 88   | 143  | 226  | 284  | 290  |
| Quellen: Cassini und INSEE |      |      |      |      |      |      |      |      |      |

## Geschichte
Der Ort wird erstmals 1246 in einem Güterverzeichnis der Abtei in Lézat erwähnt.

## Sehenswürdigkeiten
- Kirche Saint-Sernin, Ende des 19. Jahrhunderts erbaut

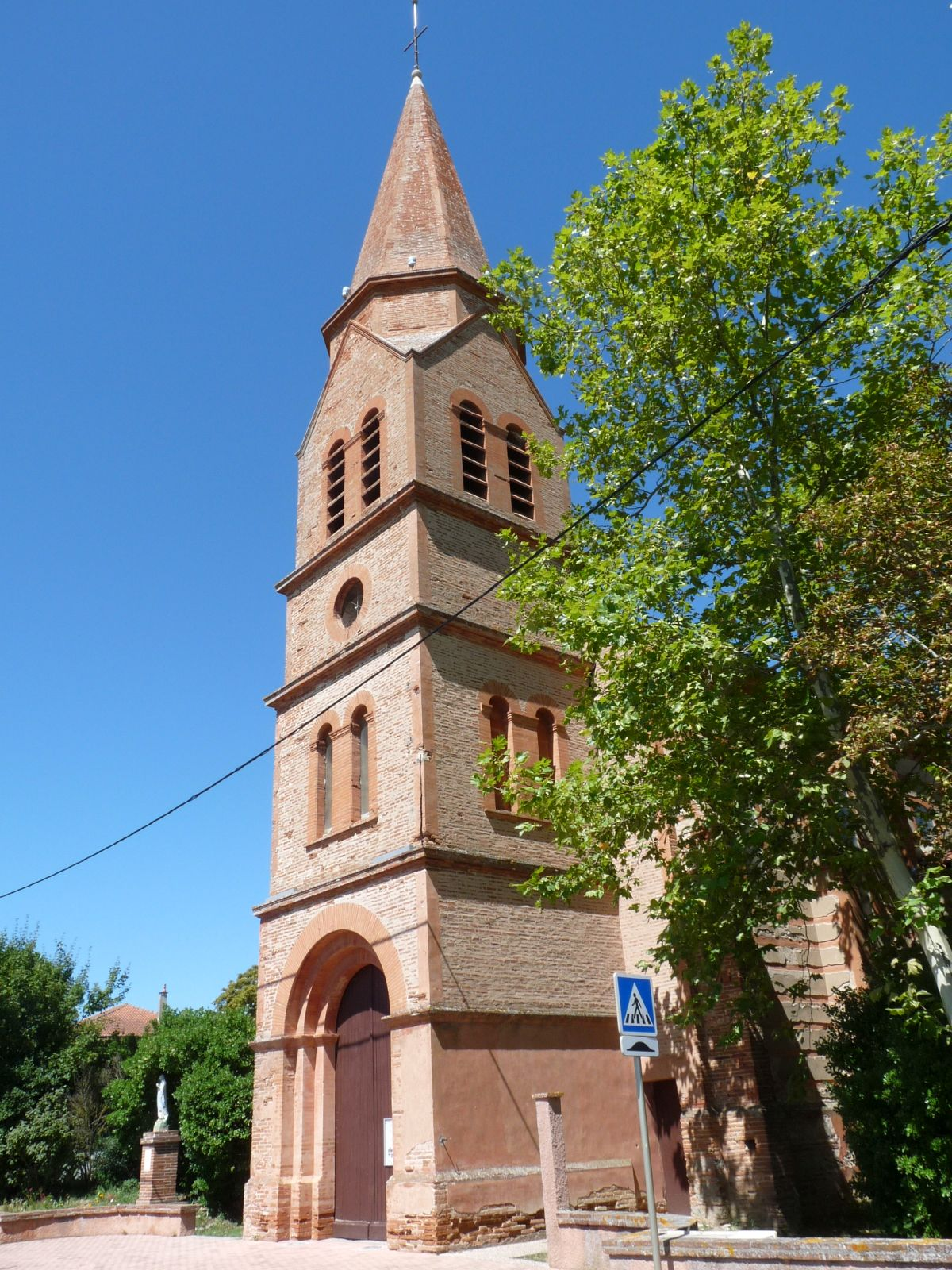
Kirche Saint-Sernin